# テングリ (お笑いコンビ)
テングリは、かつて松竹芸能に所属していた女性お笑いコンビ。

## メンバー
- こおろぎ（1978年1月22日 - ）
  - 本名:興梠千春（こおろぎ ちはる）
  - 大阪府出身。
  - 身長160cm。B78・W60・H81。血液型はB型。
  - 女性ながら丸坊主。
  - 特技は似顔絵、趣味は旅行、百人一首、書道。中学生、高校生時代は陸上部に所属していた。
  - テングリのメンバーとしてデビューした3ヵ月後の2004年4月29日放送の『TVチャンピオン』の『似顔絵王選手権』で優勝している。この時に付いたキャッチフレーズは「パステル坊主」。

- 侑杏（ゆうあん、1977年12月5日 - ）
  - 本名:秋田淳子（あきた じゅんこ）
  - 徳島県出身。
  - 身長164cm。B86・W62・H86。血液型はA型。
  - 黒髪、おかっぱ。
  - 祖母が日舞の名取であることもあって、地歌舞が特技であり、自身も古澤流名取として古澤侑杏の名を受けている。趣味は写真、デザイン、阿波踊り、三味線など。
  - 中学生時代はテニス部、高校生時代は演劇部に所属。大学ではデザイン学科に在学していた。ネタは主に侑杏が作成。

## 略歴
2004年1月7日に初舞台。最初は浅井企画に所属していたが、後に松竹芸能に移籍し東京松竹養成所5期生に特待生として在籍。コンビ名は最初、平仮名書きの「てんぐり」だったが、後に片仮名表記に変更。
ネタ、スタイルは漫才が多かった。
2人とも、芸能人女子フットサルチーム「蹴竹G」に2005年8月の結成時から所属。2006年11月30日の「スフィアリーグ すかいらーくグループシリーズFinalステージ」をもって2人とも退団。
その後2007年1月7日に解散し、2人とも松竹芸能を離れてお笑いから引退。
こおろぎは特技の似顔絵を生かして活動。地元を拠点に活動。各地のイベント等など。
侑杏は'古澤侑杏'（ふるさわ ゆうあん）の名で地歌舞で活躍、その後一般人になっている。

## 出演

### テレビ
- 安田大サーカスの奥の細道（TBSチャンネル）

### ライブ
- 関東ゲラゲラジム
- サンパチ魂
- やる気な彼女ライブ
他